# سلا نویا
سلا نویا (به ایتالیایی: Sella Nevea) یک منطقهٔ مسکونی در ایتالیا است که در کیوزافورته واقع شده‌است. سلا نویا ۱٬۱۹۵ متر بالاتر از سطح دریا واقع شده‌است.